# Обикновен идиакант
Обикновените идиаканти (Idiacanthus fasciola) са вид актиноптери от семейство Стомиеви (Stomiidae).Срещат се в Бразилия. 
Те са незастрашен вид.
Таксонът е описан за пръв път от Вилхелм Петерс през 1877 година.